# Ostriv, Mîkolaiiv
Ostriv (în ucraineană Острів) este un sat în comuna Derjiv din raionul Mîkolaiiv, regiunea Liov, Ucraina.

## Demografie
Componența lingvistică a localității Ostriv
     Ucraineană (100%)
Conform recensământului din 2001, toată populația localității Ostriv era vorbitoare de ucraineană (100%).